# Patpong
Patpong (พัฒน์พงษ์, "Phatphong") est un quartier chaud de Bang Rak, Bangkok,Thaïlande, s'adressant principalement, mais non exclusivement, aux touristes étrangers et aux expatriés. Bien que Patpong soit internationalement renommé comme l'un des « quartiers phares » au cœur de l'industrie du sexe de Bangkok, la ville dénombre en fait de nombreux quartiers chauds, bien plus populaires auprès de la gent masculine thaïlandaise. Un marché nocturne, orienté vers le tourisme, est aussi situé dans Patpong.
Le musée de Patpong (Patpong Museum) ouvert en octobre 2019 retrace l'histoire de ce quartier.

## Localisation
Patpong (emplacement :13°43'42" N et 100°32"00" E) est constitué de deux rues parallèles, situées perpendiculairement entre Si Lom (Silom Road (en)) et Surawong Road et d'une rue annexe du côté opposé de Surawong. Patpong est à deux pas de la station de Skytrain (SkyTrain) Sala Daeng, et de la station de métro Silom.
Patpong 1 est la rue principale, comprenant de nombreux bars divers et variés. Patpong 2 bien que moins importante, comporte aussi de nombreux bars similaires. Tout proche, Soi Jaruwan, parfois appelé Patpong 3 mais plus connus comme étant Silom Soi 4 ou Soi Kathoey, est depuis longtemps le lieu festif de la communauté homosexuelle ; tandis que le proche Soi Thaniya, révélé et décrit dans le film Bangkok Nites de Katsuya Tomita (2016), est constitué de bars à hôtesses thaïlandaises onéreux, avec une clientèle masculine presque exclusivement japonaise.

## Histoire
Patpong tient son nom de la famille qui possède la majeure partie du quartier, les Patpongpanich (ou Patpongpanit), immigrants de Hainan (Chine), qui ont acquis ce quartier en 1946. À l'époque il s'agissait d'un terrain peu développé aux abords de la ville. Seuls un petit klong (canal) et une maison en teck y étaient présents. La famille y construisit une rue - maintenant nommée Patpong 1 - et quelques emplacements commerciaux, qu'il mirent en location. Patpong 2 fut un rajout ultérieur, et ces deux rues sont en fait des propriétés privées ne faisant pas partie du domaine public de la ville (le quartier Patpong 3 et le Soi Thaniya n'appartiennent pas à la famille Patpongpanich).
La vieille maison en teck fut rasée il y a longtemps maintenant, et le klong fut comblé afin d'agrandir l'espace disponible pour créer de nouveaux emplacements commerciaux. À l'origine simple emplacement commercial avec des compartiments chinois (en anglais : shophouses) loués à des hommes d'affaires occidentaux plutôt qu'à des Chinois (siège de sociétés comme Air France, Japan Airlines, Shell etc.), le développement importants des bars prit en grande partie le dessus sur les autres activités commerciales.
Vers 1968, une poignée de boîtes de nuit et bars existaient dans le voisinage, et Patpong trouva une utilité comme lieu de "R&R" (Rest and Recreation : lieux de repos et de loisirs) pour les troupes américaines servant dans la Guerre du Viêt Nam, bien que la principale zone de "R&R" se trouvât aux abords de New Petchburi Road. À ses débuts, dans les années 1970 et 1980, Patpong fut la première zone de vie nocturne dans Bangkok et était réputée à cette époque pour ses spectacles sexuellement explicites avec les premières danseuses "à gogo", ses plus de 40 bars et ses nombreux salons de massage. Au milieu des années 1980, les soys (ซอย, rues) furent le lieu annuel du « Mardi Gras de Patpong », une foire de week-end dans les rues, qui récoltait d'importantes sommes pour les œuvres de charité thaïlandaises.
Vers la fin des années 1980 cependant, la famille Patpongpanich commença à louer de petits emplacements au milieu de la rue de Patpong 1 pour permettre la création d'un marché nocturne.
Aujourd'hui, les quartiers de Nana Plaza et Soi Cowboy font concurrence à Patpong. Désormais, on va maintenant à Patpong en famille acheter des souvenirs plus que pour les bars, nettement sur le déclin. Néanmoins, Patpong est la seule « zone de loisirs nocturnes » reconnue par le gouvernement thaï (en 2004) et, à l'avenir, il se pourrait qu'elle demeure la seule à avoir une autorisation légale.
Pendant la crise du Covid 19, de 2020 à 2022, Patpong est complètement sinistré et tombe en pleine décrépitude.

## Galerie

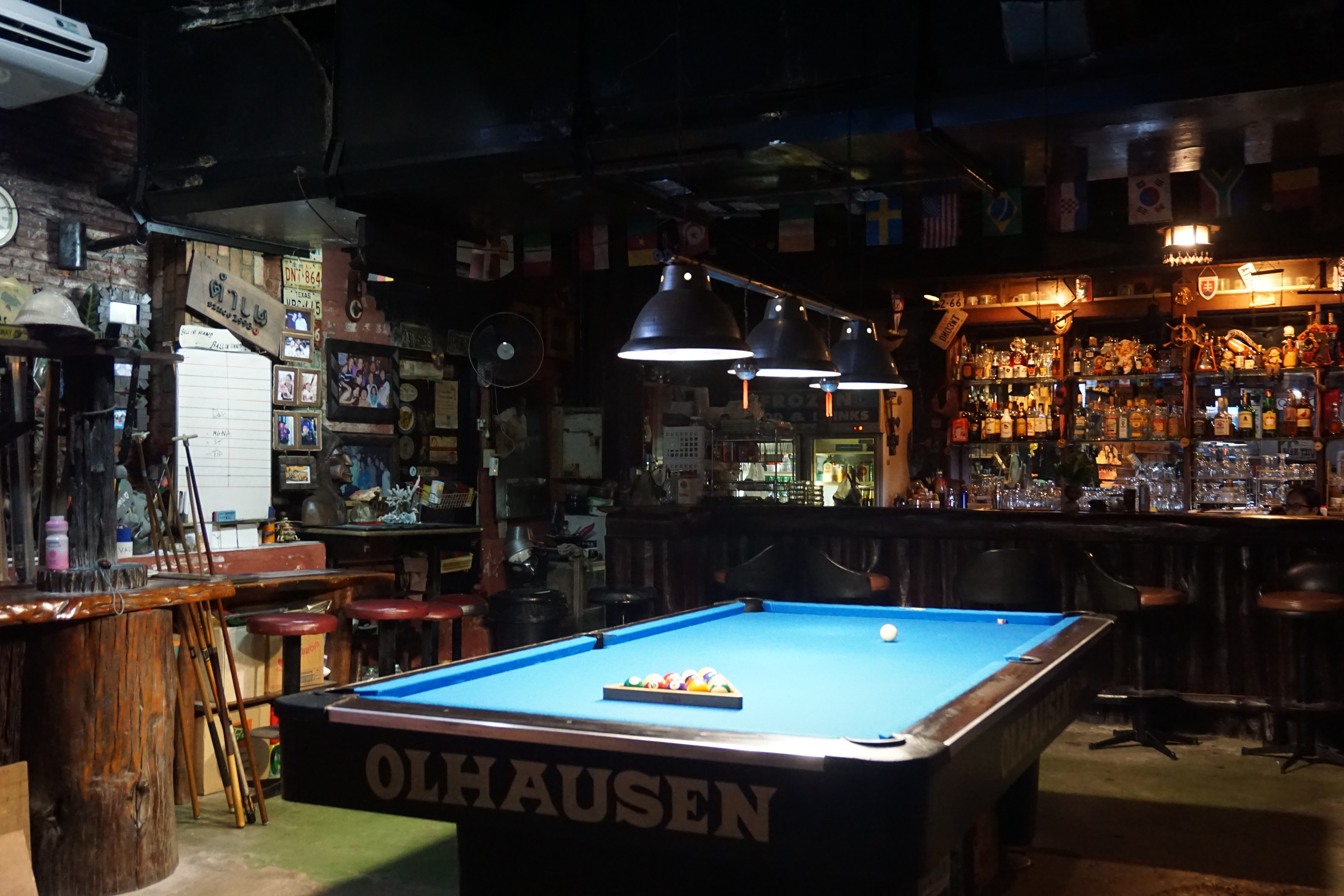
Bar
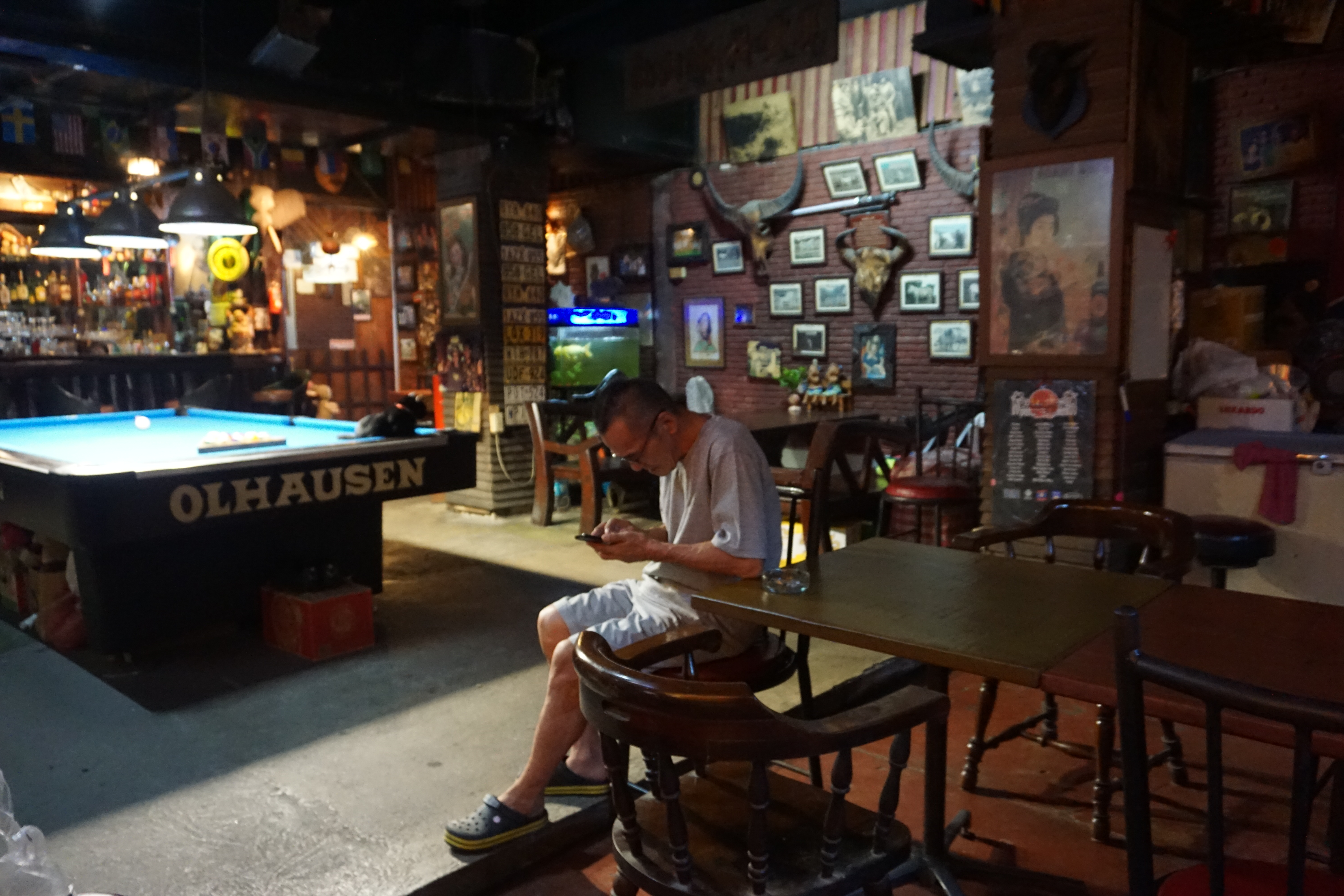
Bar
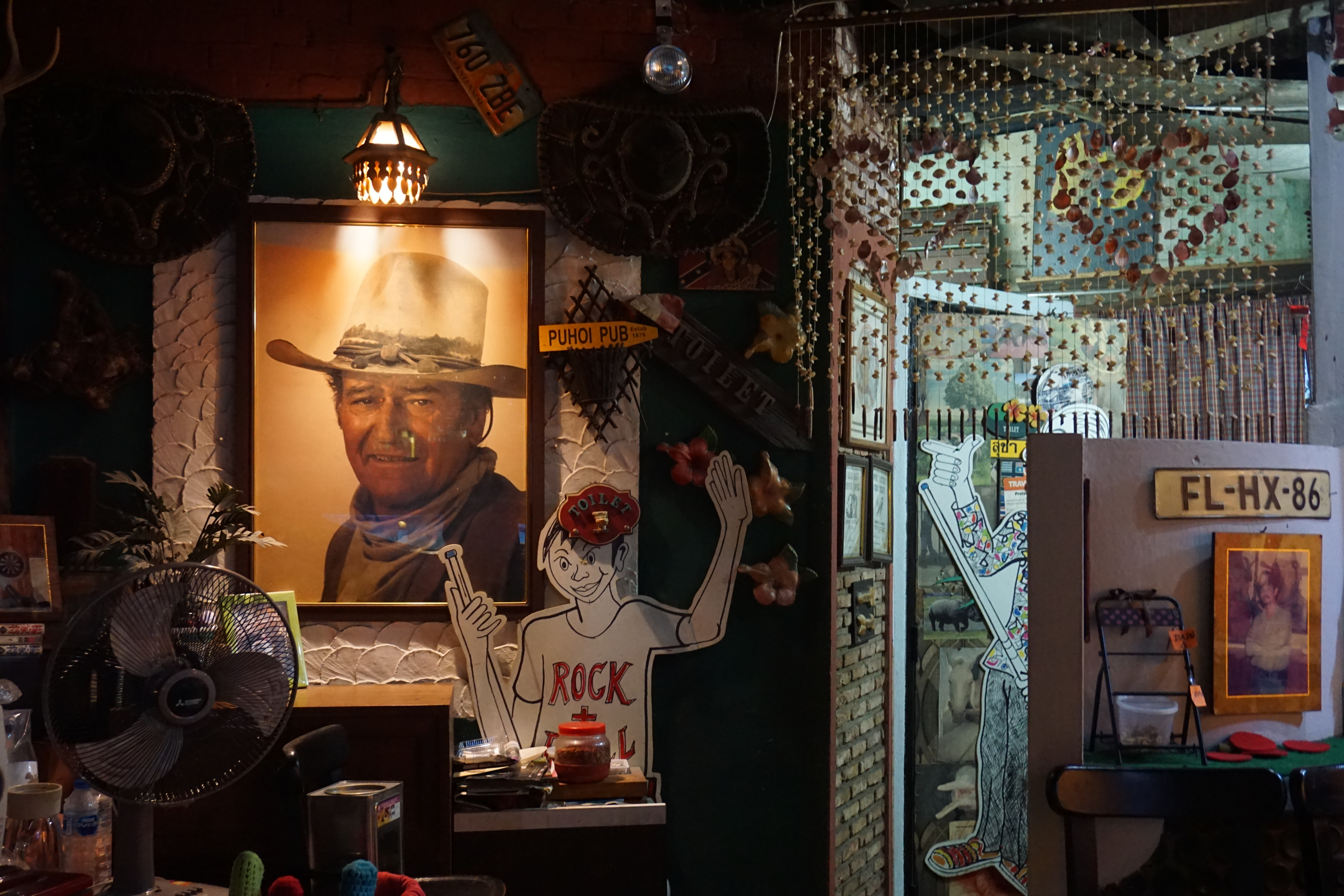
Bar
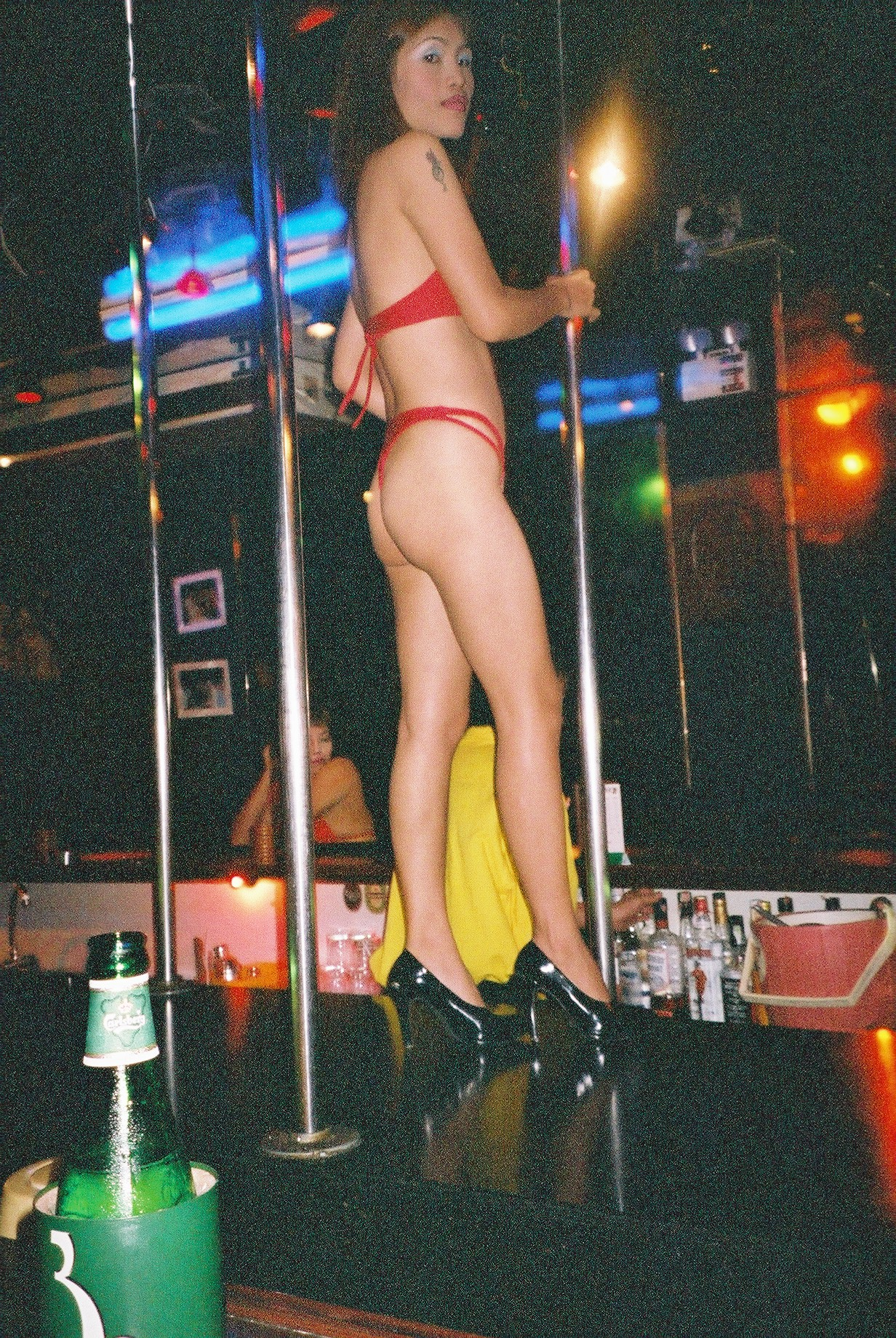
Danseuse "à gogo" (2006)
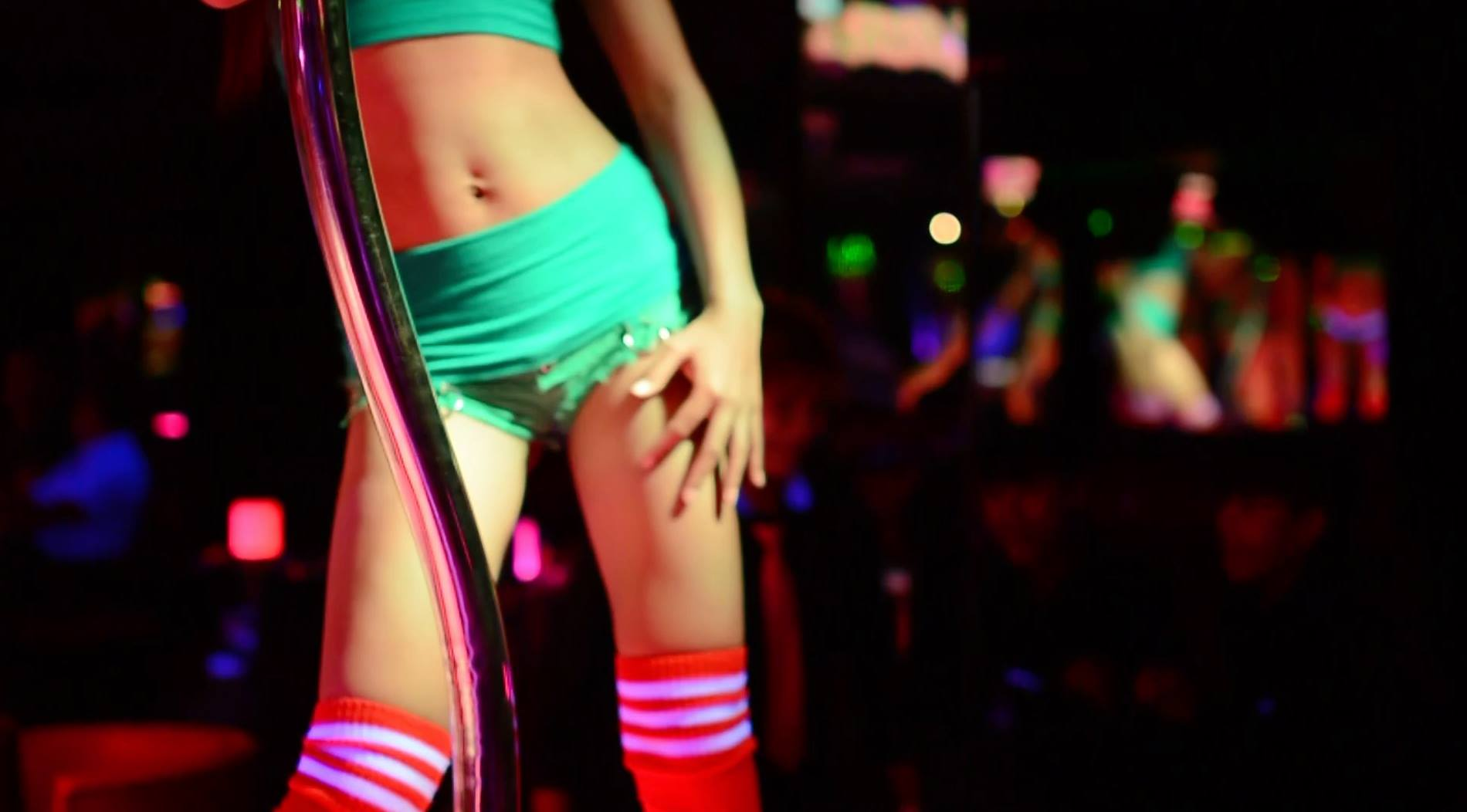
Danseuse "à gogo" (2015)
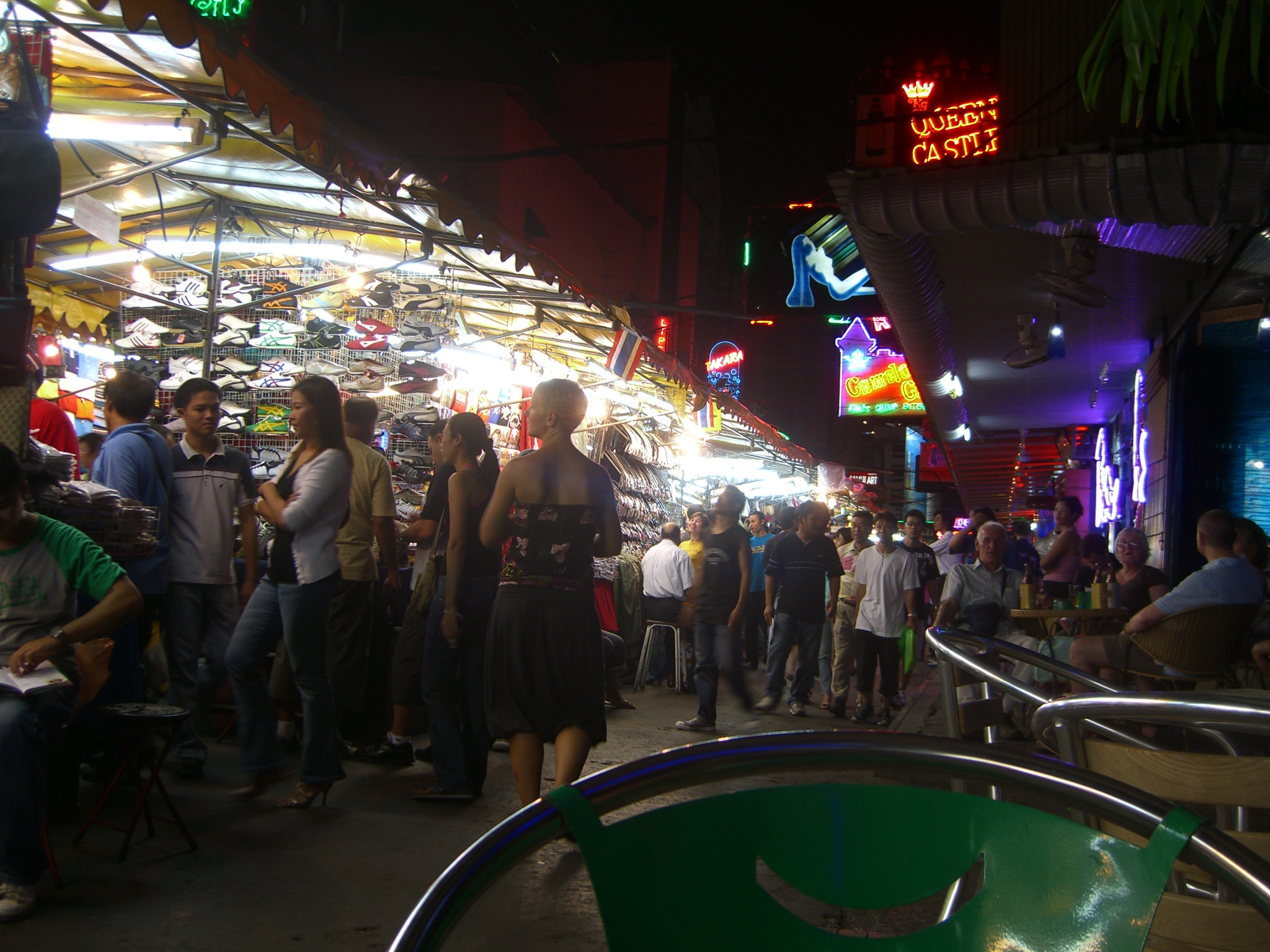
Marché de nuit
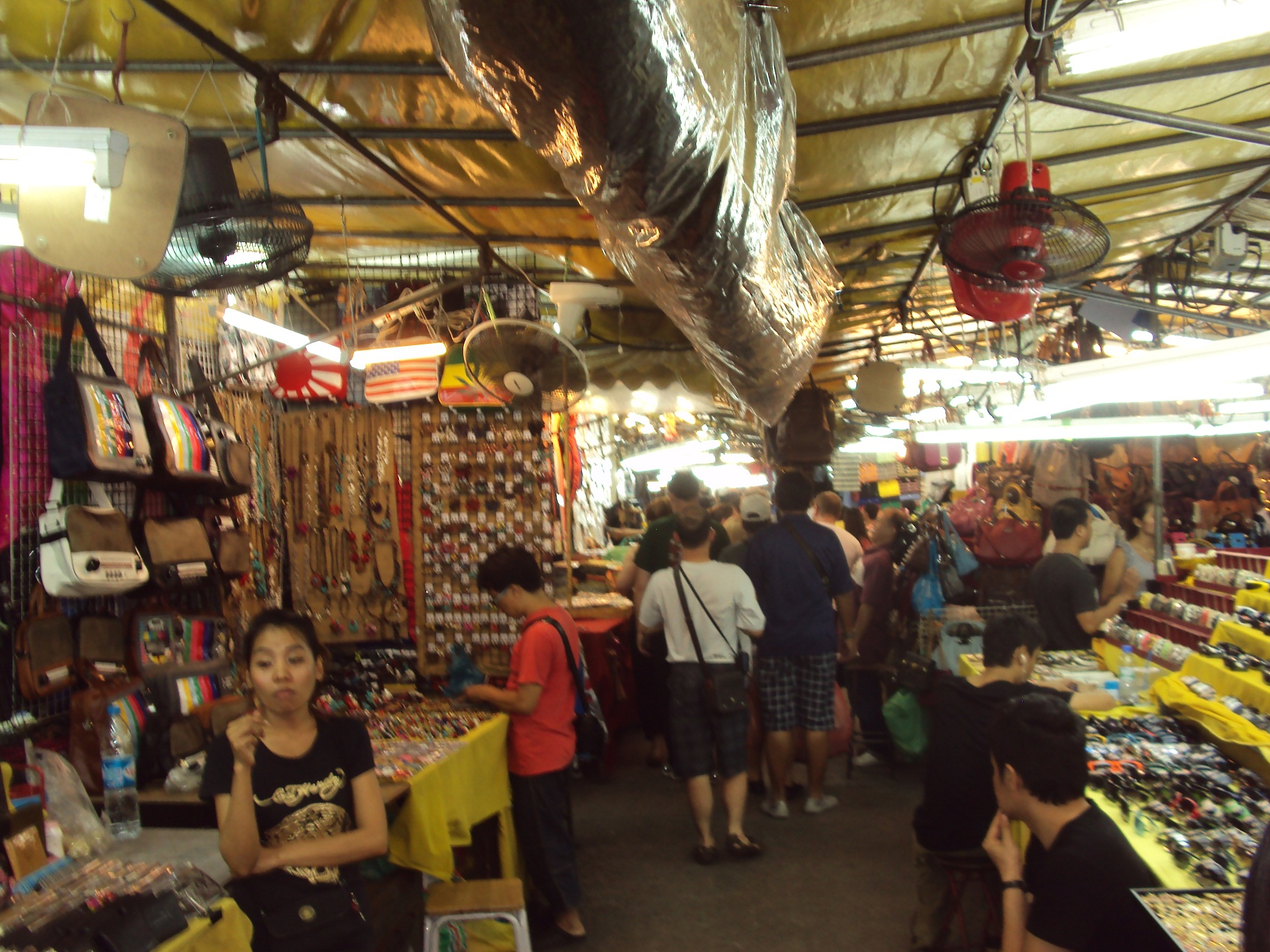
Marché de nuit
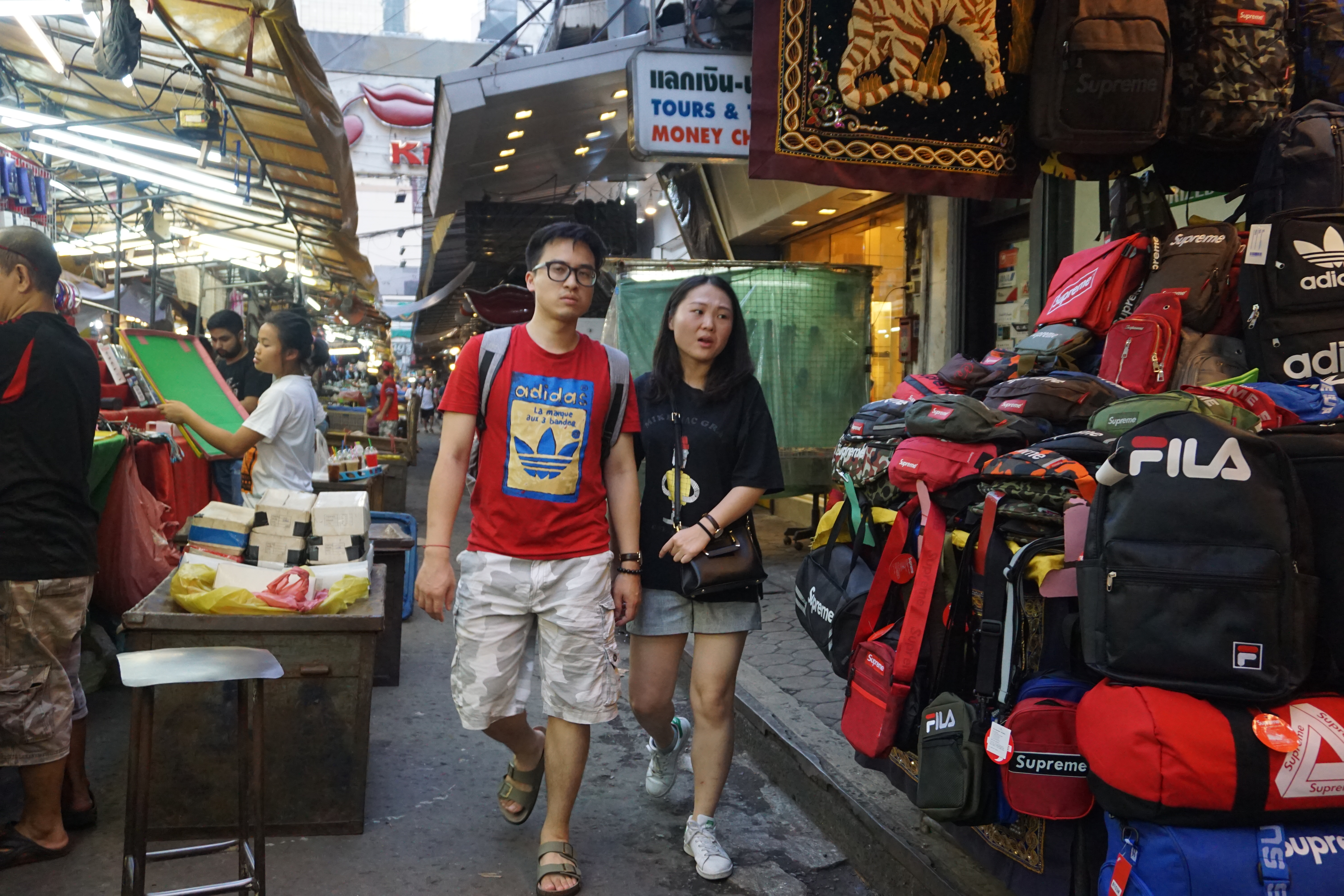
Marché de nuit
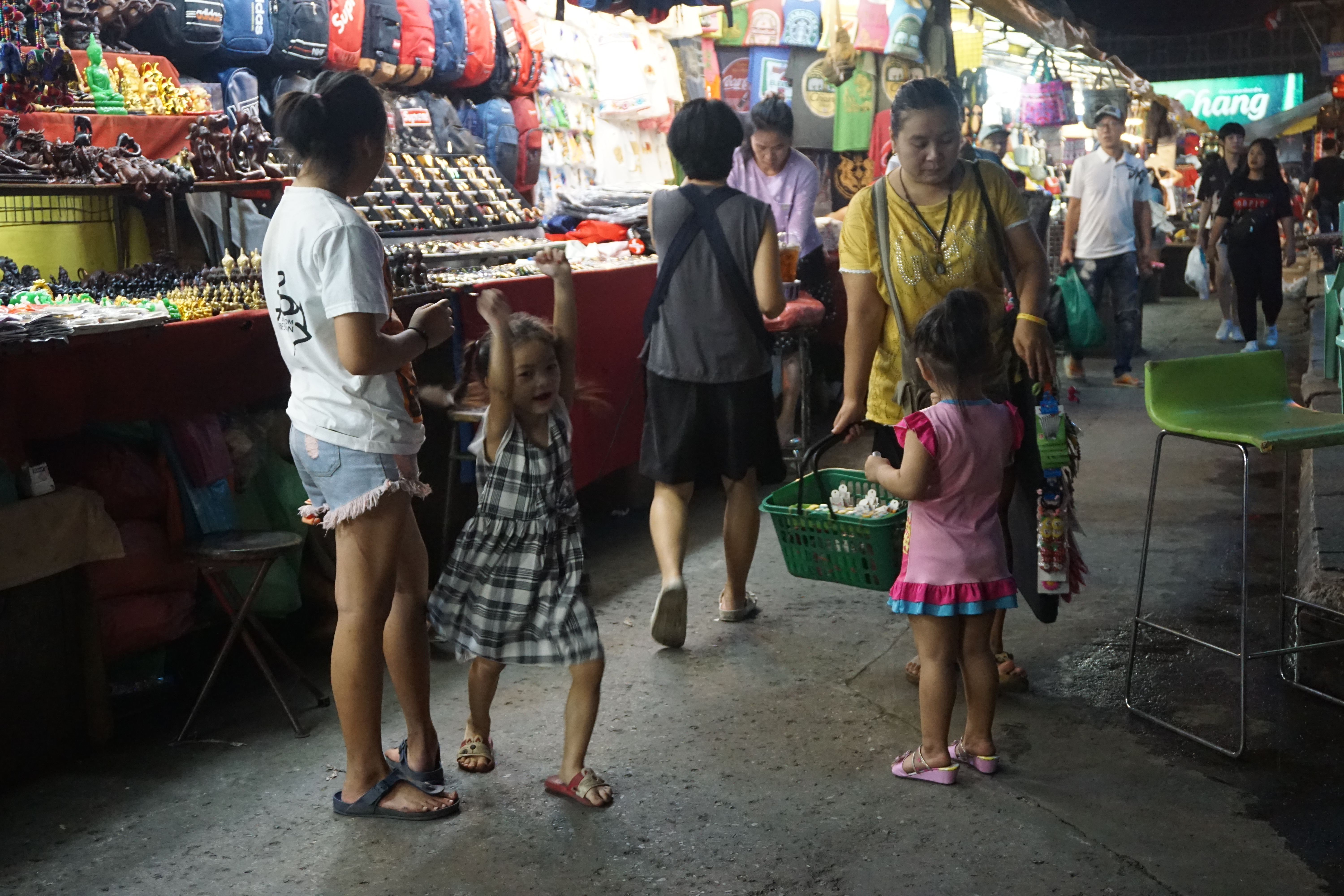
Patpong avant la crise du Covid 19 (2018)
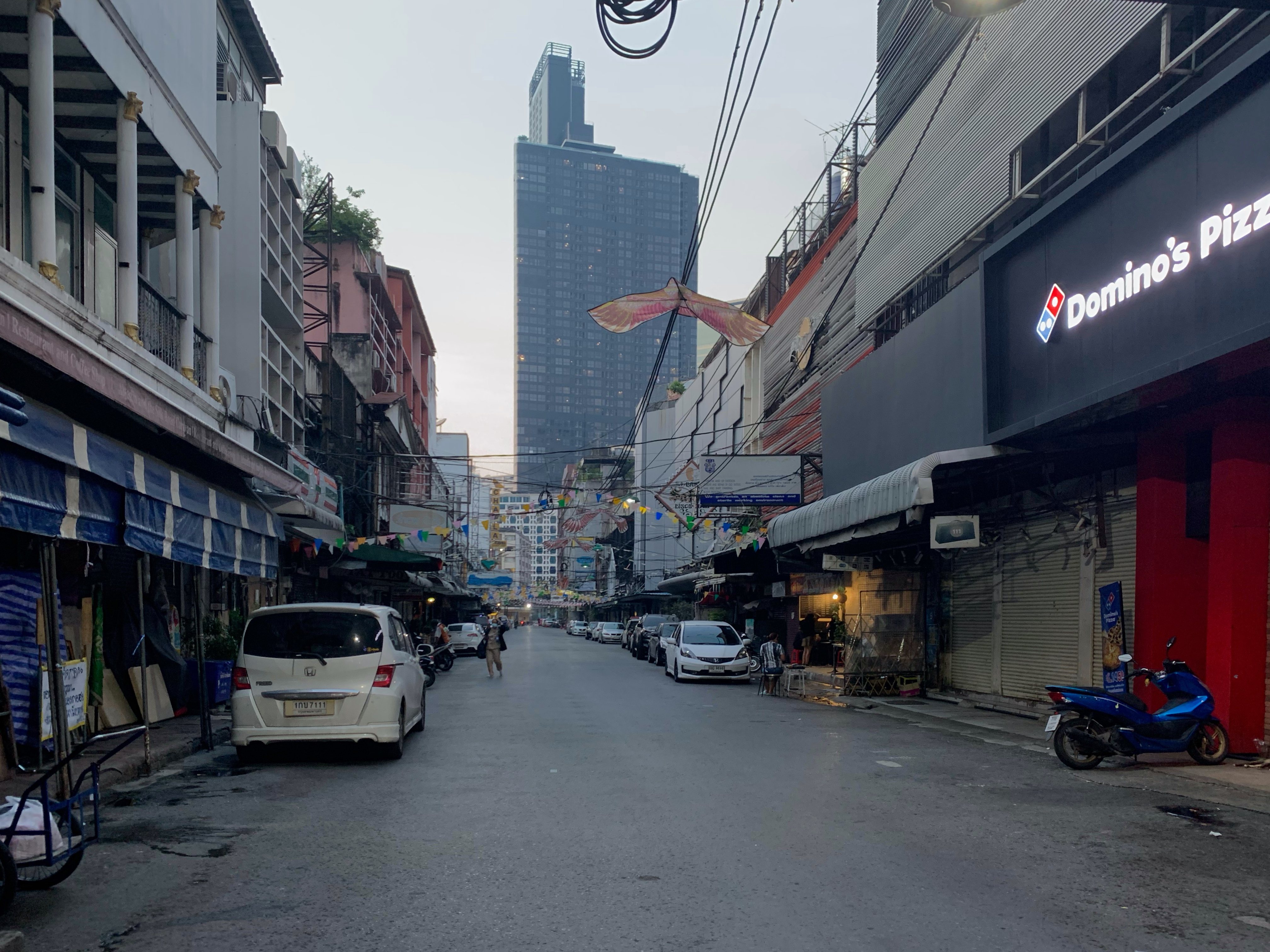
Patpong sinistré et désert pendant la crise du Covid 19 (2020 à 2022)